# Соколов, Валентин Фёдорович
Валентин Фёдорович Соколов — советский хозяйственный, государственный и политический деятель.

## Биография
Родился в 1935 году. Член КПСС.
С 1954 года — на хозяйственной, общественной и политической работе. В 1954—2010 гг. — рабочий строительного участка, председатель профсоюзного комитета зерносовхоза «Приазовский» Приморско-Ахтарского района, руководящий работник в структурах ВЛКСМ и КПСС Краснодарского края, первый секретарь Тимашевского райкома КПСС, секретарь Краснодарского краевого совета профессиональных союзов, председатель Краснодарской территориальной организации профсоюза работников АПК, член Генерального Совета ФНПР
Избирался депутатом Верховного Совета РСФСР 9-го созыва.
Делегат XXV съезда КПСС.
Живёт в Тимашевске.